# Rubkona
Rubkona är ett län (county) i Sydsudan. Det ligger i delstaten Unity, i den centrala delen av landet, 500 kilometer norr om huvudstaden Juba.